# Curiosa
Curiosa è un film del 2019 diretto da Lou Jeunet.

## Trama
Parigi, 1895. I poeti Pierre Louÿs e Henri de Régnier sono entrambi innamorati di Marie de Hérédia, la bella e intelligente figlia di José-Maria de Hérédia, poeta e loro mentore. Marie è innamorata di Pierre, ma obbedisce al padre e sposa Henri per saldare i debiti dei genitori e migliorare la propria posizione sociale. Pierre lascia Parigi per l'Algeria e lì incontra Zohra Ben Brahim, con cui divide l'interesse per la fotografia erotica.
Due anni più tardi Pierre torna a Parigi e, dopo averla rincontrata, confessa a Marie di essere ancora innamorato di lei. I due intraprendono una relazione clandestina, infrangendo le convenzioni sociali dell'epoca e fomentando l'ispirazione di Pierre nel campo della fotografia erotica.

## Distribuzione
Il film debuttò nelle sale francesi il 3 aprile del 2019.

## Accoglienza
Il film ha ricevuto recensioni miste e sull'aggregatore di recensioni Rotten Tomatoes detiene il 50% di recensioni positive.